# Lobelia santa-luciae
Lobelia santa-luciae là loài thực vật có hoa trong họ Hoa chuông. Loài này được Rendle mô tả khoa học đầu tiên năm 1937.